# オパールフタオシジミ属
オパールフタオシジミ属（学名:Matsutaroa）は、チョウ目（鱗翅目）アゲハチョウ上科シジミチョウ科に分類される1種を含むだけである。
Ancema属に近いと思われるがオス交尾器が異なる上に、前翅第5脈と第6脈がAncemaでは起点で非常に接近しているが、本属ではそれほど接近していない。またオス裏面の地色が本属では白色に淡黄色と青色が少し混じっているが銀色はまったく帯びない。しかるにAncemaでは多少とも銀色を帯びているなどの違いがある。
本属は1属1種（Matsutaroa iljai）である。ネグロス島のカンラオン山では6～8月にかけて発生し、つぼみが赤色で開花すると白色の星形の花に飛来することが多い。属名の和名はオスの裏側の色彩がオパールを彷彿させるのに因んだものである。

## 分布
分布は局地的でフィリピン中部、西ヴィサヤ地区のマスバテ、ネグロス、パナイの3島にのみ産するが、いずれの地でも個体数は多くない。

## 形態

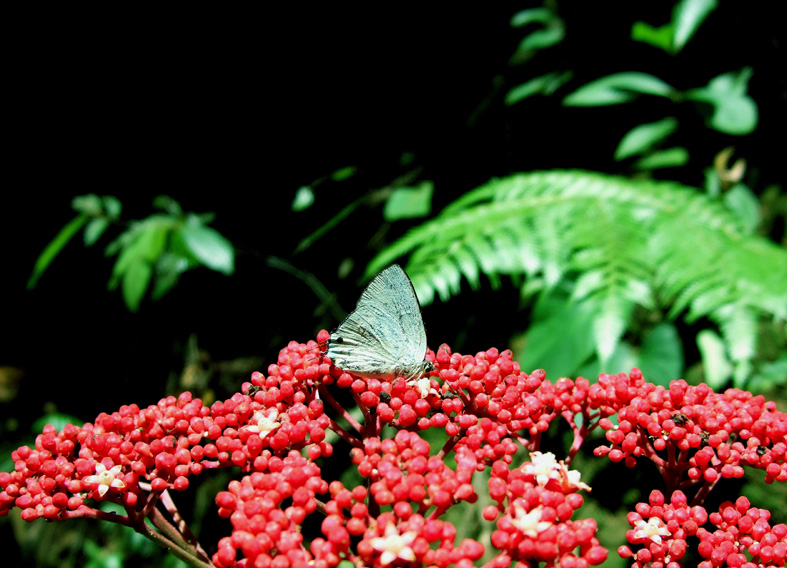
フィリピン、ネグロス島・カンラオン山中の成虫・オス
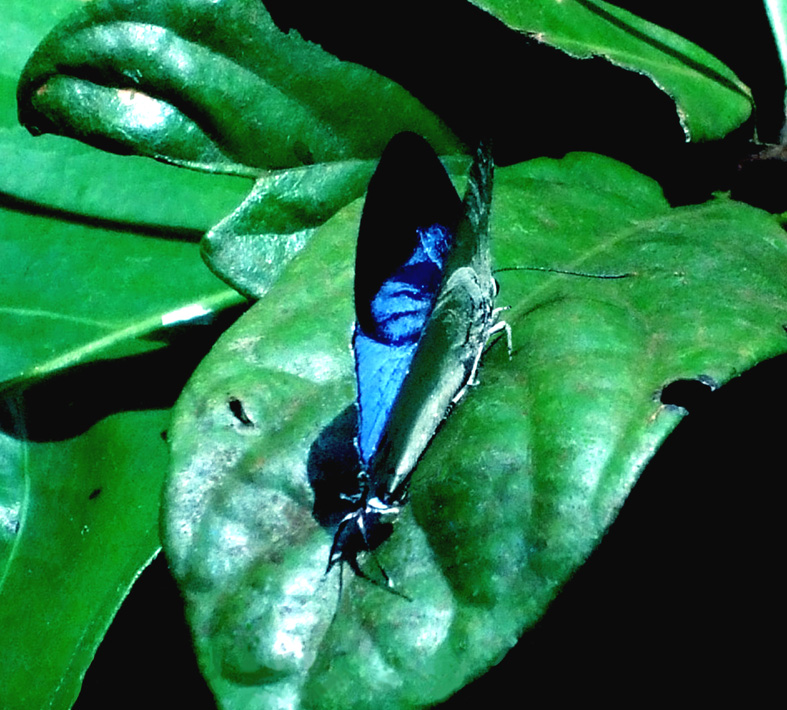
フィリピン、ネグロス島・カンラオン山中の成虫・オス

シジミチョウとしては大型で、前翅長は18-20mm。雌雄の色彩は大いに異なり、雌雄を同時に記載出来たのは、幸運にも交尾中の本種を採集したからである。

## 生態
ネグロス島カンラオン山（2465m）での3年にわたる観察の結果では発生時期は年1回、6月から8月である。山中の赤っぽい花（赤っぽく見えるのは蕾で、実際は開花すると白色の星形の花）に吸蜜にやって来ることが多い。